# Templo de Chennakeshava, Somanathapura
El templo de Chennakesava, también llamado de Chennakeshava o de Keshava, es un templo hindú del visnuismo erigido en la ribera del río Kaveri en Somanathapura, Karnataka, India. El templo fue consagrado en 1258 (o 1268) por Somanatha Dandanayaka, un general del rey hoysala Narasimha III. Está ubicado a 38 kilómetros al este de la ciudad de Mysore.
La ornamentación del templo es un ejemplo del modelo de arquitectura hoysala. El templo se organiza alrededor de un patio con un pasillo porticado de pequeños santuarios (dañados). El templo principal se encuentra sobre una plataforma con forma de gran estrella con tres santuarios simétricos (garbha-griha), configurados en una matriz cuadrada (89' x 89') orientada a lo largo de ejes E–O y N–S. El santuario occidental se dedicaba a una estatua de Kesava (desaparecida); el del norte, a Janardhana; y, el del sur, es el santuario de Venugopala; todas las  formas de Vishnu. Los santuarios comparten una sala comunitaria común (sabha-mandapa) porticada. Las paredes exteriores, las interiores, los pilares y el techo del templo están intrincadamente grabados con iconografía teológica del hinduismo y muestran extensos frisos de textos hindúes, como el Ramayana (en la sección sur), el Mahabharata (sección norte) y el Bhagavata Purana (sección occidental del templo principal).
El templo de Chennakesava, para George Michell, representa el clímax del desarrollo del estilo hoysala y es un templo único en muchos aspectos.